# ديفيد ماليت
ديفيد ماليت (بالإنجليزية: David Mallet)‏ هو مخرج أمريكي وبريطاني، ولد في 17 ديسمبر 1945 في West Horsley ‏ في المملكة المتحدة.

## وصلات خارجية
- ديفيد ماليت على موقع IMDb (الإنجليزية)
- ديفيد ماليت على موقع ألو سيني (الفرنسية)
- ديفيد ماليت على موقع ميوزك برينز (الإنجليزية)
- ديفيد ماليت على موقع ميوزك برينز (الإنجليزية)
- ديفيد ماليت على موقع أول موفي (الإنجليزية)
- ديفيد ماليت على موقع قاعدة بيانات الفيلم (الإنجليزية)
- ديفيد ماليت على موقع كينوبويسك (الروسية)